# Nicolas Flagello
Nicolas (Oreste) Flagello (New York, 15 maart 1928 - New Rochelle, 16 maart 1994) was een Amerikaans componist, pianist en dirigent.

## Levensloop
Hij komt uit en muzikale familie die diep geworteld is in de westerse klassieke muziek. Op zijn tiende componeerde hij al en speelde hij verdienstelijk piano. Hij raakte in contact met medecomponist Vittorio Giannini, die ook al in de westerse klassieke traditie componeerde. Giannini en Flagello bleven vrienden voor het leven. Flagello studeerde aan de Manhattan School of Music en studeerde daar in 1950 af. Direct na zijn studie verbond hij zichzelf aan die school en gaf er les tot 1977, slechts een jaar onderbroken voor een studie in Italië. Zijn composities worden in twee tijdvakken verdeeld; voor 1959 en daarna; zijn composities kregen een meer modernere aanpak onder invloed van zijn Italiaanse reis, misschien beïnvloed door Ildebrando Pizzetti.
Hij componeerde in allerlei genres: zes opera's, twee (eigenlijk drie) symfonieën, acht concertos , daarnaast kamermuziek en liederen etc. Als belangrijkste werk wordt gezien The Passion of Martin Luther King, dat in 1974 zijn première beleefde in Washington, het National Symphony Orchestra was het orkest van dienst; James DePreist dirigeerde. Ook zijn opera The Judgment of St. Frances kreeg al snel een uitvoering. In de eerste jaren van de 21e eeuw vindt er een kleine revival van zijn werk plaats, als meer musici zijn werken leren kennen.
Hij stierf aan longontsteking. Ezio Flagello, een bas-bariton was zijn broer.

## Composities

### Werken voor orkest
- 1949 Beowulf, voor orkest
- 1950 Concert Nr. 1, voor piano en orkest
- 1951 Suite for Amber, voor kamerorkest
- 1951 Symphonic Aria, voor orkest
- 1952 Overture Burlesca, voor orkest
- 1953 Concert "Antoniano", voor dwarsfluit en orkest
- 1955 Interlude & Dance uit de opera "Mirra", voor orkest
- 1956 Concert Nr. 2, voor piano en orkest
- 1956 Concert, voor viool en orkest
- 1956 Theme, Variations, and Fugue, voor orkest
- 1958 Interludio uit de opera "The Sisters", voor orkest
- 1958 Lautrec: Ballet Suite, voor orkest
- 1959 Concert, voor strijkorkest
- 1959 Adoration uit de opera "The Judgment of St. Francis", voor orkest
- 1962 Capriccio, voor cello en orkest
- 1962 Concert Nr. 3, voor piano en orkest
- 1964-1966 rev.1968 Symfonie Nr. 1, voor orkest
- 1967 A Goldoni Overture
- 1973/1985 Credendum, voor viool en orkest
- 1985 Concerto Sinfonico, voor saxofoonkwartet en orkest
- Notturno Romano, voor strijkorkest
- Sea Cliffs, voor strijkorkest

### Werken voor harmonieorkest
- 1963 Concertino, voor piano, koperblazers en pauken
- 1970 Symfonie Nr. 2, "Symphony of the Winds", voor harmonieorkest
- 1971 Ricercare, voor 19 koperblazers en slagwerk
- 1981 Odyssey, voor harmonieorkest

### Missen, oratoria en andere kerkmuziek
- 1953/1968/1973 Passion of Martin Luther King, oratorium voor bas-bariton solo, gemengd koor en orkest - tekst: Martin Luther King
- 1957 Missa Sinfonica, voor orkest
- 1959 Tristis est Anima Mea, voor gemengd koor en orkest
- 1962/1967 Te Deum for All Mankind, voor gemengd koor en orkest
- 1963 Tu Es Sacerdos, voor gemengd koor en orgel

### Muziektheater

#### Opera's
| Voltooid in | titel                       | aktes       | première | libretto                               |
| ----------- | --------------------------- | ----------- | -------- | -------------------------------------- |
| 1954        | The Wig                     | 1 akte      | 1954     | van de componist naar Luigi Pirandello |
| 1955        | Mirra                       | 3 bedrijven |          | van de componist naar Vittorio Alfieri |
| 1958        | The Sisters                 | 1 akte      |          | Dean Mundy                             |
| 1959        | The Judgment of St. Francis | 1 akte      |          | Armando Aulicino                       |
| 1970        | Piper of Hamelin            | 3 bedrijven |          | van de componist naar Robert Browning  |
| 1983        | Beyond the Horizon          | 3 bedrijven |          | van de componist naar Eugene O’Neill   |

#### Operette
| Voltooid in | titel          | aktes | première | libretto          |
| ----------- | -------------- | ----- | -------- | ----------------- |
| 1957        | Rip van Winkle |       |          | Christopher Fiore |

### Vocale muziek

#### Werken voor koor
- 1961 Virtue, voor gemengd koor a capella - tekst: George Herbert
- 1966 Laughing Song, voor kinderkoor - tekst: William Blake

#### Liederen
- 1954 The Land, zes liederen voor zangstem en orkest - tekst: Alfred Tennyson
- 1955 Five Songs, voor hoge stem en orkest
- 1956 L'Infinito, voor lage stem en orkest - tekst: Giacomo Leopardi
- 1957 She Walks in Beauty, voor hoge stem en orkest - tekst: George Gordon Byron
- 1962 Dante's Farewell, voor hoge stem en orkest - tekst: Joseph Tusiani
- 1964 An Island in the Moon, zes liederen voor hoge stem en orkest - tekst: William Blake
- 1964 Contemplazioni di Michelangelo, vier sonnetten voor hoge stem en orkest - tekst: Michelangelo Buonarroti
- 1971 Remembrance, voor dwarsfluit, mezzosopraan en orkest - tekst: Emily Brontë
- 1978 Canto, voor sopraan en orkest - tekst: van de componist
- La Bella Aurora, voor hoge stem en orkest - tekst: Torquato Tasso

### Kamermuziek
- 1944 Chorale and Episode, voor 10 koperblazers
- 1945 Lyra, voor kopersextet
- 1957 Three Episodes, voor blaaskwintet
- 1964 Valse Noire, voor saxofoonkwartet
- 1965 Suite, voor harp en strijktrio
- 1974 Prisma, voor hoornseptet
- Notturno Romano, voor strijkkwartet